# زاك بوسن
زاك بوزن ولد في الرابع والعشرين من أكتوبر من العام 1980 في عائلة يهودية، ونشأ في مانهاتن، وسط عائلة تمتهن المحاماة والفن. ظهر حبّه لتصميم الأزياء في سن مبكرة، حيث كان يخيط فساتين الدمى، وموهبة الصغر ترجمت أكاديمياً بعد سنبن في جامعة الفنون في لندن.
عرف بتصميمه فستاناً للعارضة العالمية نعومي كامبل في العام 2000، وبعد عام أسس محترفه الخاص في منزل العائلة في لندن، وهو العام نفسه الذي بدأ فيه بعرض مجموعاته بشكل رسمي. تميّز بتصميمه القصات الأنثويّة التي جذبت أجمل نجمات العالم أمثال نتلي بورتمان، ريهانا، بيونسي نولز، جنيفر لوبيز، كاميرون دياز، أماندا سيفريد وغيرهنّ. وفي العام 2004 أجرت تعاوناً مع ماركة سين جون. وأثبت مع السنوات نجاحه حتّى صار أكثر المصممين الذين تنتظرهم منصّة أسبوع نيويورك للموضة.

## وصلات خارجية
- زاك بوسن على موقع IMDb (الإنجليزية)
- زاك بوسن على موقع الموسوعة البريطانية (الإنجليزية)
- زاك بوسن على موقع روتن توميتوز (الإنجليزية)
- زاك بوسن على موقع قاعدة بيانات الفيلم (الإنجليزية)